# 데이비드 2세
데이비드 2세 브루스(중세 아일랜드어: Daibhidh a Briuis, 아일랜드어: Dàibhidh Bruis, 앵글로노르만어: Dauid de Brus, 스코트어: Dauid Brus, 1324년 3월 5일 - 1371년 2월 22일)는 스코틀랜드 왕국의 왕(재위: 1329년 ~ 1371년)이며, 브루스가의 마지막 남자 계승자이다. 데이비드 2세를 끝으로 브루스가는 단절되고 데이비드의 조카 스튜어트가 출신의 스트래선 백작 로버트 스튜어트가 즉위하게 된다.
로버트 1세의 유일하게 장성한 아들로서 재위기간 대부분을 프랑스에 망명하거나 잉글랜드에 포로로 잡혀 있었지만 잉글랜드가 스코틀랜드를 합병하려 하는 시도를 막아내었고 왕권을 다졌다.

## 같이 보기
- 영국의 군주 목록
- 스코트인의 왕
- 로버트 1세 (스코틀랜드)
- 브루스씨